# براحه الجفیری
براحه الجفیری (به عربی: براحة الجفیری) یک منطقهٔ مسکونی در قطر است که در شهرداری دوحه واقع شده‌است. براحه الجفیری ۰٫۰۹ کیلومتر مربع مساحت دارد.